# Marcelo Ríos
Marcelo Andrés Ríos Mayorga (phát âm tiếng Tây Ban Nha: [maɾˈselo ˈri.os]; sinh ngày 26 tháng 12 năm 1975) là cựu tay vợt số 1 thế giới đến từ Chile. Có biệt danh El Chino ("Người Trung Quốc") và El zurdo de Vitacura ("Tay vợt tay trái đến từ Vitacura"), anh trở thành tay vợt người Mỹ Latinh đầu tiên đạt được vị trí cao nhất trong bảng xếp hạng đơn của Hiệp hội quần vợt chuyên nghiệp (ATP) năm 1998. Anh giữ thứ hạng số 1 thế giới trong sáu tuần. Anh cũng giữ thứ hạng cao nhất trong cả bảng xếp hạng chính thức lẫn bảng xếp hạng trẻ. Ríos là tay vợt đầu tiên giành chiến thắng ở cả ba giải đấu Masters Series sân đất nện (Monte Carlo, Rome và Hamburg) kể từ khi bắt đầu vào năm 1990. Anh cũng là tay vợt nam thứ ba trong lịch sử (sau Michael Chang và Pete Sampras) hoàn thành Sunshine Double (chiến thắng Indian Wells và Miami Masters trong một năm), điều mà anh đã đạt được vào năm 1998. Mặc dù giành được năm danh hiệu Masters, anh là tay vợt nam duy nhất trong kỷ nguyên mở đã trở thành số 1 thế giới mà không giành được bất cứ danh hiệu Grand Slam đơn nam nào. Ríos đã lọt vào trận chung kết Úc mở rộng năm 1998, thua Petr Korda trong cả ba sét.
Ríos đã nghỉ hưu sớm vào tháng 7 năm 2004, sau khi bị chấn thương lưng. Anh đã chơi giải đấu cấp ATP Tour cuối cùng của mình trong khi mới chỉ 27 tuổi tại Pháp mở rộng 2003.